# Traunwalchen
Traunwalchen is een plaats in de Duitse gemeente Traunreut, deelstaat Beieren.

## Geschiedenis
Traunwalchen werd voor het eerst vermeld in 790 (Notitia Arnonis). De gemeente Traunwalchen bestond van 1818 tot 1978 en ging op in Traunreut.